# Les filles du botaniste
Les filles du botaniste è un film del 2006 diretto da Sijie Dai.
Film di produzione franco-canadese girato in mandarino.